# Amt Diepenau
Das Amt Diepenau war ein historisches Verwaltungsgebiet der Grafschaft Hoya und später welfischer Besitz.

## Geschichte
Die Burg Diepenau wurde um 1380 gegründet und entwickelte sich zum Mittelpunkt eines Hoyaer Amtes. Nach dem Aussterben der Grafen von Hoya kam es an verschiedene welfische Linien (Calenberg, Wolfenbüttel, Lüneburg-Celle) und 1682 endgültig an das Fürstentum Calenberg bzw. Kurfürstentum Hannover. Nach dem westphälisch-französischen Intermezzo wurde es 1813 restituiert und 1829 um die Vogtei Bohnhorst (vorher zum Amt Stolzenau) vergrößert. 1837 kam das bisher teilweise zu Preußen gehörige Dorf Brüninghorstedt ganz an Diepenau. 1859 wurde der Amtssitz aufgegeben und der Amtssprengel mit dem Amt Uchte vereint.

## Gemeinden
Bei seiner Aufhebung (1859) bestand das Amt aus folgenden Gemeinden:
| - Bohnhorst - Brüninghorstedt - Diepenau - Essern - Lavelsloh | - Nordel - Sapelloh - Steinbrink - Großenvörde - Warmsen |

- Karte mit allen verlinkten Seiten:
- OSM |
- WikiMap

## Amtmänner
- 1818–1843: Wilhelm Georg Friedrich von Blum, Amtmann, ab 1831 Oberamtmann
- 1844–1853: Johann Justus von Lüning, Amtmann
- 1853–1859: Friedrich Georg Ludwig Gottfried von Engelbrechten, Amtmann